# 제 환공

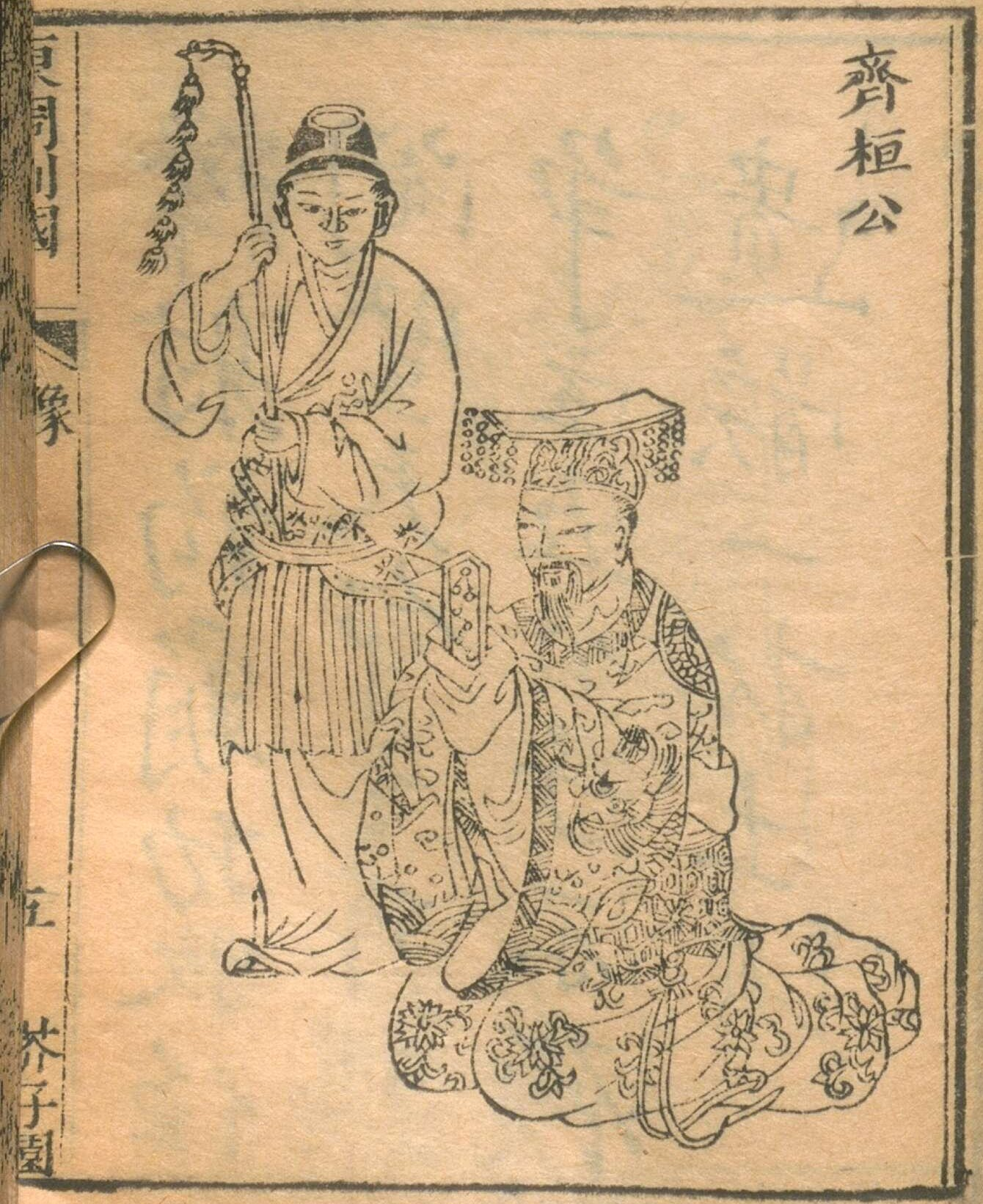

제 환공(齊 桓公, 기원전 720년 ? ~ 기원전 643년, 재위: 기원전 685년 ~ 기원전 643년)은 중국 춘추시대의 제(齊)나라의 제16대 임금이다. 성은 강(姜), 씨는 여(呂)·제(齊), 휘는 소백(小白), 강태공의 12세손이며, 시호는 환공(桓公). 춘추시대의 패자이다. 고혜와 포숙아의 활약에 의해 공자 규와의 군위 계승 분쟁에서 승리해 제나라의 군주가 되었다. 관중을 재상으로 삼고 제나라를 강대한 나라로 만들었으며, 실권을 잃어버린 중국 동주 왕실을 대신해 회맹을 거행했다.

## 즉위 전 상황
아버지는 희공(僖公), 형은 양공(襄公)으로, 양공은 이복동생 문강과 내연 관계를 맺어, 문강이 노나라의 환공(桓公)에게 시집갔지만, 장공을 낳은 후에도 관계가 계속되었다. 화난 노 환공이 문강을 꾸짖자 문강이 양공에게 밀고하였고 이에 양공은 공자 팽생(公子彭生)에게 명령하여 노 환공을 죽이게 했다. 노나라에 소문이 돌자, 팽생을 죽여 변명을 하였다. 그 이외에도, 양공은 자기 마음에 들지 않는 사람을 차례차례로 죽였기 때문에 제나라는 혼란했다.
공자 소백은 거(莒)에, 형 공자 규는 노나라에 망명했다. 양공은 그 후, 사촌 공손무지에게 암살되었다. 양공이 죽은 후에, 공손무지가 제나라 임금에 즉위했다고 칭하고 국정을 관리하지만, 공손무지도 또 곧바로 암살되었다. 공손무지 사후, 소백과 같이 노에 망명한, 노를 후원자로 얻은 형 공자 규와의 사이에 군위 쟁탈전이 생겼다.
이때, 공자 규의 심복인 관중이 매복해 소백을 암살하려고 하고 있었다. 관중은 활을 쏘아 맞혔다. 화살은 소백의 배에 맞아, 소백은 쓰러졌다. 이에 관중은 기뻐하고, 공자 규에게 소백을 죽였다고 보고했다. 소백이 죽어 경쟁 상대가 사라진 공자 규는 노의 군사를 뒤로 천천히 제나라에 들어오려고 했다. 그러나, 고혜(高傒, 중국 고씨와 중국 노씨의 공동시조)는 소백과 친했으므로, 국(國)씨와 함께 비밀리에 소백을 제나라로 불러들여 임금으로 삼고자 했다. 소백이 노나라의 지원을 받는 공자 규를 따돌리고 먼저 입국하자, 고혜는 소백을 제나라 임금으로 세웠고, 공자 규가 제나라에 들어 갔을때는 소백이 이미 먼저 제나라 임금이 되어 있었다. 공자 규는 기다리고 있던 소백에게 공격을 받고 노나라로 도망쳤다. 실은 관중의 화살은 소백의 배에 명중된 것처럼 보였지만, 실은 허리띠의 쇠고리에 꽂혔었던 것이었다.

## 제 환공의 업적
환공은 관중이 자신을 죽이려고 한 사실에 화를 내어 관중도 죽이려 하고 있었다. 그러나 환공의 심복이며, 관포지교라는 말의 뿌리가 될 만큼 관중의 좋은 친구이기도 한 포숙아의 설득으로 환공은 관중을 살려주었으며 재상으로 임명했다.
환공의 생각은 현명했다. 재상이 된 관중은 개혁을 추진해, 국력, 군사력, 문화 향상에 성공했다. 벌써 주왕실은 쇠퇴하고 있어, 제후 사이의 대립을 억제하는 일도 마음대로 되지 않았다. 관중의 개혁을 받아 들인 제 환공은 주변 국가에 그 명성이 전해져, 주변 제후는 제후 사이의 문제를 환공에게 묻게 되었다. 장강 유역의 현재의 호북성을 중심으로 한 지대를 지반으로 해 남방에서 세력을 늘려, 주왕실이나 제후를 위협하기 시작하고 있던 초나라를 환공은 제후를 인솔하고 초나라를 공격하였다. 기원전 651년 환공은 회맹을 거행해 춘추오패 중 제일 첫번째 패자(覇者)가 되어 중국 천하를 호령하였다.

## 관중의 사후
기원전 645년, 재상인 관중이 죽으면서, 국정을 돌아보지 않게 되어 방탕하게 되었다. 관중이 죽을 때에 등용을 하지마라고 한 간신들도 등용해, 국정은 흐트러졌다. 환공이 병이 들자, 공자들의 후계자 싸움에서 숨을 거두어, 67일간 그 사체는 방치된 채로 있어, 그의 관이 구더기가 솟기 시작했다고 한다. 제나라는 이후에도 가끔 후계자 싸움이 일어나, 패권은 진(晋)나라, 초나라로 옮겨졌다.

## 후계 미결
환공에겐 적자는 없고, 다만 사랑하는 여인이 많아, 서자로 장위희의 아들 무궤, 소위희의 아들 원(혜공), 정희의 아들 소(효공), 갈영의 아들 반(소공), 밀희의 아들 상인(의공), 송화자의 아들 옹이 있었다. 환공은 관중과 함께 소를 세자로 세웠으나, 두 위희와 한 편인 옹무와 수초의 힘으로 무궤를 세우는 것을 허락했으며, 관중 사후 다섯 공자들이 전부 자신들을 세울 것을 구했다. 환공 사후, 역아와 수초가 여러 관리들을 살해하고 무궤를 군위에 앉혔으며, 소는 송나라로 도망했다. 이후 다섯 공자 간의 군위 분쟁을 통해, 제나라는 패권국의 지위를 잃었으며, 군위 다툼을 한 여섯 공자 중 다섯 공자나 임금이 되었다.

## 가계
- 아버지 : 제 희공
- 형 : 제 양공
- 형 : 공자 규
- 누나 : 선강
- 누나 : 문강
- 제 환공
- 정비(正妃)：왕희(王姬)
- 정비(正妃)：서영(徐嬴)
- 정비(正妃)：채희(蔡姬)
- 첩(妾) : 장위희(長衛姬)
  - 아들 제후 무궤
- 첩(妾) : 소위희(少衛姬)
  - 아들 제 혜공
- 첩(妾) : 정씨. 정희(鄭姬)
  - 아들 제 효공
- 첩(妾) : 갈씨. 갈영(葛嬴)
  - 아들 제 소공
- 첩(妾) : 밀씨. 밀희(密姬)
  - 아들 제 의공
- 첩(妾) : 송씨. 송화자(宋華子)
  - 아들 공자 옹

## 같이 보기
- 춘추오패
- 전국칠웅
- 애강
- 위 혜공

| 전임 공손무지 | 제16대 제나라 임금 기원전 685년 ~ 기원전 643년 | 후임 제후 무궤 |